# Michaił Spieranski
Michaił Michajłowicz Spieranski (także Sperański; ros. Михаил Михайлович Сперанский; ur. 12 stycznia 1772, zm. 23 lutego (według innych źródeł 23 kwietnia) 1839) – rosyjski polityk i prawnik, reformator, wolnomularz.

## Życiorys
Urodzony w rodzinie niższego duchownego, rozpoczął edukację w niższym seminarium duchownym we Włodzimierzu, a następnie w wyższym seminarium w Petersburgu, które ukończył w 1792 i zaczął tam pracować jako wykładowca matematyki. W 1796 Spieranski odmówił wstąpienia do klasztoru i wybrał karierę cywilną, pracując w kancelariach rosyjskich arystokratów. Od 1803 do 1807 pracował w ministerstwie spraw wewnętrznych, a od 1807 do 1812 był osobistym doradcą cara Aleksandra I i członkiem Rady Stanu. W tym czasie Spieranski formuje w licznych opracowaniach dla cara projekt głębokich reform politycznych, zmierzających do wykształcenia sprawnego aparatu biurokratycznego w państwie i wprowadzenia monarchii konstytucyjnej, choć z silną władzą cara. Postuluje wprowadzenie konstytucji, powołanie Rady Państwa (jako ciała doradczego cara), Komitetu Ministrów (rządu) oraz Dumy Państwowej (parlamentu), reformę ministerstw i Senatu. W polityce zewnętrznej był zwolennikiem sojuszu z Francją i Napoleonem. Reformy te częściowo wdrożono (powołano Radę Ministrów i zreformowano Senat i ministerstwa w 1811), jednak większość z nich, w tym konstytucja i Duma Państwowa były zrealizowane dopiero w okresie 1905–1906. 
Projekty reform Spieranskiego wywołały silny opór konserwatystów, którzy widzieli w tym próbę ograniczenia samodzierżawia cara oraz ustanowienia idei francuskiej rewolucji w Rosji. Dodatkowo sprzeciw budziła profrancuska polityka Spieranskiego, gdyż konserwatyści wspierali raczej ideę koalicji antynapoleońskiej. Wskazywano też na członkostwo Spieranskiego w loży masońskiej "Gwiazda polarna". Opozycja skupiona wokół siostry Aleksandra I Katarzyny Pawłowny doprowadziła do upadku tego polityka, wykorzystując m.in. fakt załamania się sojuszu z Napoleonem i wybuchu kolejnych wojen z Francją. 17 marca 1812 Spieranski został aresztowany i zesłany do Permu, co prawda na specjalnym statusie (podróżował powozem i bez kajdan). 
Na zesłaniu przebywał do 1816, gdy został mianowany gubernatorem guberni penzeńskiej, a w 1819 generał - gubernatorem Syberii. Jako gubernator Syberii wprowadził szereg reform wzmacniających administrację państwową na Syberii i przede wszystkim poddającą ją lepszej kontroli władz centralnych. Miało to na celu zmniejszenie powszechnej na Syberii korupcji i samowoli władz lokalnych. W 1822 przeprowadził też reformę systemu zesłań i więziennictwa, polepszając warunki zesłania. Polegała ona na utworzeniu centralnej (w Tobolsku) i lokalnej administracji więziennej, która miała prowadzić rejestr zesłanych i pilnować przestrzegania terminów zwolnień (wcześniej z reguły wszystkich traktowano jako dożywotnich). Miała także dbać o umieszczanie zesłańców w osadach, gdzie były wolne domy na ich przyjęcie oraz o zapewnienie im środków do życia. Zapewniono także wypłatę wynagrodzeń za wykonywaną pracę. Na trasie transportu zesłańców zbudowano liczne więzienia etapowe, celem polepszenia warunków podróży. Dzieci katorżników uznano za ludzi wolnych. Stworzono możliwość składania skarg i system kontroli nad nadużyciami wobec zesłańców, choć nie działał on wydajnie. Zbudowano osady (27 we wschodniej Syberii) przeznaczonych wyłącznie dla zesłańców, przy czym po 1850 osady te upadły.
W 1821 wezwany do Petersburga i mianowany członkiem Rady Państwa. Przeprowadził kodyfikację prawa cywilnego i karnego w 1830. W 1837 dostał Order św. Andrzeja Apostoła Pierwszego Powołania, a w 1839 otrzymał tytuł hrabiego. 
Prawne i administracyjne reformy Spieranskiego zostały utrzymane przez blisko 100 lat, aż do 1905, a częściowo do 1917 roku.